# Le notti bianche
Le notti bianche is een Italiaans-Franse dramafilm uit 1957 onder regie van Luchino Visconti. Het scenario is gebaseerd op de gelijknamige novelle uit 1848 van de Russische auteur Fjodor Dostojevski. In Nederland en Vlaanderen werd de film destijds uitgebracht onder de titel Witte nachten.

Deze eigentijdse bewerking van Dostojevski's Witte Nachten kreeg een mysterieuze, meer verstandelijke dan romantische aanpak van Visconti die Mastroianni zijn eerste serieuze rol gaf. Voorzichtige, aarzelende emoties worden boeiend neergezet en met de omgeving gecontrasteerd, al dikt Schell de aandoenlijkheid van de heldin met àl te gekunstelde effecten aan.
— Speelfilmencyclopedie

## Verhaal
De eenzame Mario loopt door de straten van Venetië en ontmoet er op een brug de eveneens eenzame Natalia. Hij wordt verliefd op haar, maar zij ziet hem slechts als een vriend. Zo vertelt ze Mario over haar liefde voor haar huurder, die de stad heeft verlaten. Ze weet niet of hij zal weerkeren, maar als hij terugkomt, zou hij bij de brug op haar wachten. Natalia gaat dus dikwijls naar deze brug toe in de hoop er haar geliefde te treffen. Mario wil Natalia de liefde voor haar huurder uit het hoofd praten. In de plaats daarvan moet ze een relatie met hem aanknopen. Na lang denken en omdat ze weinig hoop heeft dat de huurder ooit nog terugkomt, stemt zij in. Juist op die dag daagt hij weer op. Zonder verder nog aan Mario te denken keert Natalia terug naar de huurder.

## Rolverdeling
| Acteur               | Personage                     |
| -------------------- | ----------------------------- |
| Maria Schell         | Natalia                       |
| Marcello Mastroianni | Mario                         |
| Jean Marais          | Huurder                       |
| Marcella Rovena      | Pensionhouder                 |
| Maria Zanoli         | Bediende                      |
| Elena Fancera        | Kassier                       |
| Pietro Ceccarelli    | Betrokkene bij de vechtpartij |
| Angelo Galassi       | Betrokkene bij de vechtpartij |
| Renato Terra         | Betrokkene bij de vechtpartij |
| Cirrado Pani         | Jongeman                      |
| Dirk Sanders         | Danser                        |
| Clara Calamai        | Prostituee                    |

## Prijzen en nominaties
| Jaar | Prijs                    | Categorie                 | Genomineerde(n)              | Uitslag  |
| ---- | ------------------------ | ------------------------- | ---------------------------- | -------- |
| 1957 | Filmfestival van Venetië | Zilveren Leeuw            | Luchino Visconti             | Gewonnen |
| 1958 | Nastro d'Argento         | Beste mannelijke hoofdrol | Marcello Mastroianni         | Gewonnen |
| 1958 | Nastro d'Argento         | Beste productieontwerp    | Mario Chiari Mario Garbuglia | Gewonnen |
| 1958 | Nastro d'Argento         | Beste muziek              | Nino Rota                    | Gewonnen |